# Tupiara
Tupiara is een geslacht van haften (Ephemeroptera) uit de familie Baetidae.

## Soorten
Het geslacht Tupiara omvat de volgende soorten:
- Tupiara ibirapitanga